# Diocesi di Cabimas
La diocesi di Cabimas (in latino Dioecesis Cabimensis) è una sede della Chiesa cattolica in Venezuela suffraganea dell'arcidiocesi di Maracaibo. Nel 2023 contava 941.140 battezzati su 1.081.590 abitanti. La sede è vacante.

## Territorio
La diocesi comprende parte dello stato venezuelano di Zulia.
Sede vescovile è la città di Cabimas, dove si trova la cattedrale di Nostra Signora del Rosario.
Il territorio è suddiviso in 42 parrocchie.

## Storia
La diocesi è stata eretta il 23 luglio 1965 con la bolla Christianae familiae di papa Paolo VI, ricavandone il territorio dalla diocesi di Maracaibo (oggi arcidiocesi).
Originariamente suffraganea dell'arcidiocesi di Mérida, il 30 aprile 1966 è entrata a far parte della provincia ecclesiastica di Maracaibo.
Il 7 luglio 1994 ha ceduto una porzione del suo territorio a vantaggio dell'erezione della diocesi di El Vigía-San Carlos del Zulia.

## Cronotassi dei vescovi
Si omettono i periodi di sede vacante non superiori ai 2 anni o non storicamente accertati.
- Constantino Maradei Donato † (23 luglio 1965 - 18 novembre 1969 nominato vescovo di Barcelona)
- Marco Tulio Ramírez Roa † (31 marzo 1970 - 26 ottobre 1984 nominato vescovo di San Cristóbal de Venezuela)
- Roberto Lückert León † (27 aprile 1985 - 21 luglio 1993 nominato vescovo di Coro)
- Freddy Jesús Fuenmayor Suárez (12 marzo 1994 - 30 dicembre 2004 nominato vescovo di Los Teques)
- William Enrique Delgado Silva (26 luglio 2005 - 14 settembre 2018 dimesso)
- Ángel Francisco Caraballo Fermín[1] (29 gennaio 2019 - 6 marzo 2025 nominato arcivescovo di Cumaná)

## Statistiche
La diocesi nel 2023 su una popolazione di 1.081.590 persone contava 941.140 battezzati, corrispondenti all'87,0% del totale.
| anno | popolazione | popolazione | popolazione | presbiteri | presbiteri | presbiteri | presbiteri                | diaconi | religiosi | religiosi | parrocchie |
| anno | battezzati  | totale      | %           | numero     | secolari   | regolari   | battezzati per presbitero | diaconi | uomini    | donne     | parrocchie |
| ---- | ----------- | ----------- | ----------- | ---------- | ---------- | ---------- | ------------------------- | ------- | --------- | --------- | ---------- |
| 1966 | 280.000     | 300.000     | 93,3        | 29         | 19         | 10         | 9.655                     |         | 10        | 33        | 15         |
| 1970 | 345.000     | 350.000     | 98,6        | 46         | 33         | 13         | 7.500                     |         | 13        | 35        | 18         |
| 1976 | 410.000     | 441.900     | 92,8        | 42         | 21         | 21         | 9.761                     |         | 21        | 28        | 22         |
| 1977 | 430.000     | 475.000     | 90,5        | 43         | 18         | 25         | 10.000                    |         | 26        | 24        | 24         |
| 1990 | 559.000     | 610.000     | 91,6        | 42         | 26         | 16         | 13.309                    | 1       | 18        | 19        | 32         |
| 1999 | 690.000     | 716.000     | 96,4        | 41         | 32         | 9          | 16.829                    | 2       | 12        | 13        | 31         |
| 2000 | 698.000     | 724.000     | 96,4        | 37         | 29         | 8          | 18.864                    | 3       | 10        | 14        | 31         |
| 2001 | 707.000     | 737.000     | 95,9        | 39         | 30         | 9          | 18.128                    | 3       | 9         | 12        | 31         |
| 2002 | 718.000     | 765.000     | 93,9        | 37         | 29         | 8          | 19.405                    | 3       | 8         | 12        | 32         |
| 2003 | 730.000     | 785.000     | 93,0        | 40         | 32         | 8          | 18.250                    | 5       | 9         | 13        | 33         |
| 2004 | 739.380     | 797.560     | 92,7        | 39         | 31         | 8          | 18.958                    | 6       | 9         | 12        | 33         |
| 2006 | 784.000     | 834.000     | 94,0        | 42         | 33         | 9          | 18.666                    | 19      | 10        | 12        | 33         |
| 2012 | 854.000     | 953.000     | 89,6        | 56         | 48         | 8          | 15.250                    | 17      | 9         | 12        | 56         |
| 2013 | 867.000     | 968.000     | 89,6        | 64         | 56         | 8          | 13.546                    | 17      | 9         | 12        | 56         |
| 2016 | 904.000     | 1.009.000   | 89,6        | 54         | 49         | 5          | 16.740                    |         | 6         | 12        | 45         |
| 2019 | 897.775     | 1.031.800   | 87,0        | 52         | 45         | 7          | 17.264                    | 12      | 7         | 6         | 42         |
| 2021 | 919.860     | 1.057.135   | 87,0        | 47         | 41         | 6          | 19.571                    | 10      | 6         | 6         | 42         |
| 2023 | 941.140     | 1.081.590   | 87,0        | 56         | 50         | 6          | 16.806                    | 9       | 10        | 6         | 42         |